# Karuvaki
Karuvaki, levde 200-talet f.Kr., var en drottning av Mauryariket, gift med kung (ofta kallad kejsare) Ashoka (regent 273–232 f.Kr.).
Hon var Ashokas fjärde hustru och andra drottning. 
Hon är känd för de bevarade inskriptioner känd som drottningens edikt, som beskriver hennes religiösa och filantropiska donationer.